# Koivisto, Nystad
Koivisto är en ö i Finland. Den ligger i Bottenhavet eller Skärgårdshavet och i kommunen Nystad i den ekonomiska regionen  Nystadsregionen i landskapet Egentliga Finland, i den sydvästra delen av landet. Ön ligger omkring 63 kilometer nordväst om Åbo och omkring 210 kilometer väster om Helsingfors.
Öns area är 53,3 hektar och dess största längd är 1,3 kilometer i nord-sydlig riktning.  Öns högsta punkt ligger omkring 10 meter över havet.